# Blackened death metal

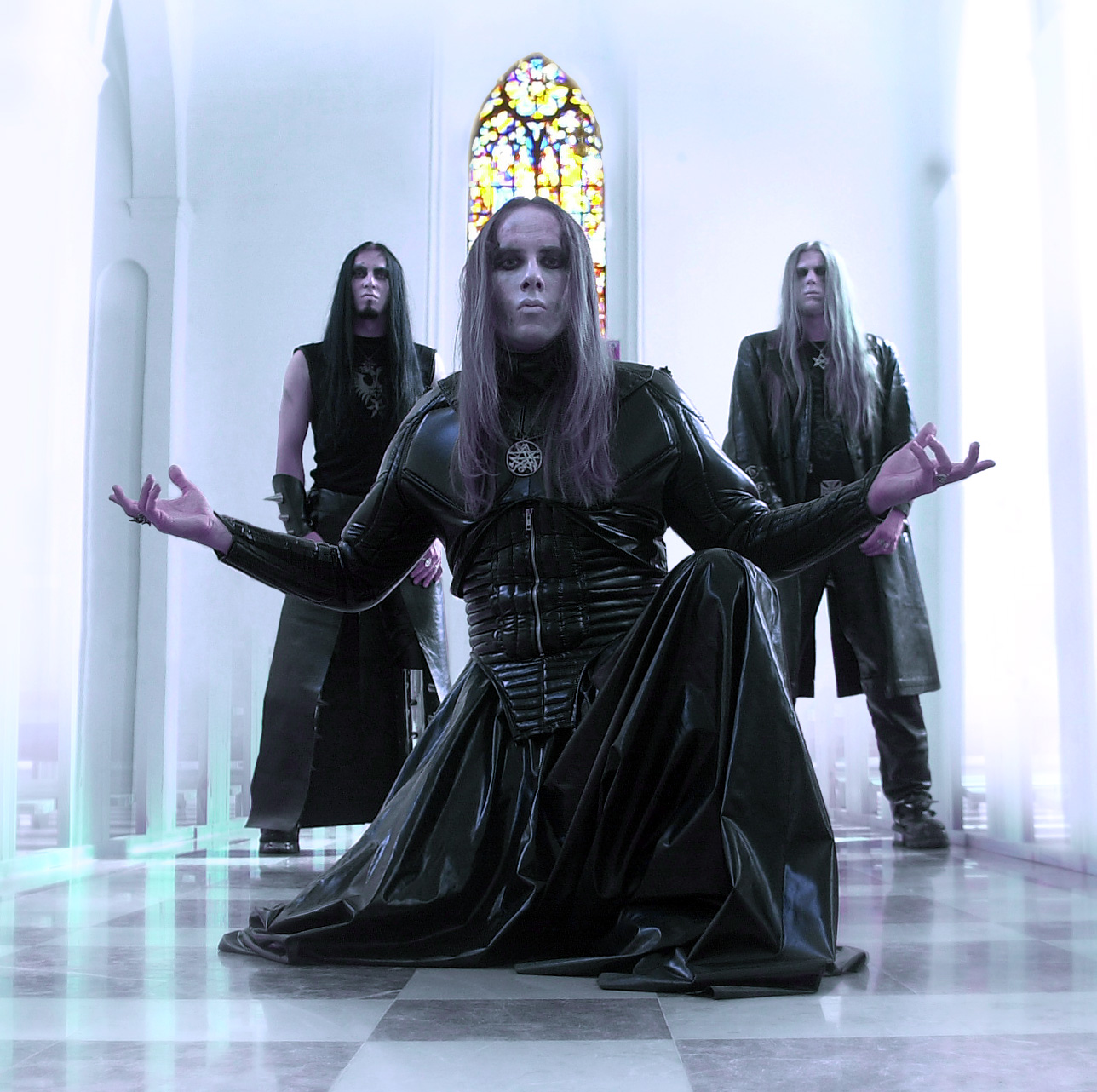
Formația poloneză Behemoth a migrat de la black metal la black/death la sfârșitul anilor 1990

Blackened death metal sau black/death metal, este un gen de fuziune al metalului extrem, care îmbină elemente de black metal și death metal. Încă de la formarea genurilor black metal și death metal din thrash metal în anii 1980, formații ca Hellhammer și Celtic Frost interpretau un stil hibrid dintre aceste genuri. Totuși genul blackened death metal s-a format abia la începutul anilor 1990, când genurile death metal și black metal au devenit genuri distincte, conturându-și clar hotarele. Printre ”părinții” black/death se regăsește și formația braziliană Sarcófago, a cărei album de debut a fost anume în acest stil și formația canadiană Blasphemy.

## Caracteristici
Genul e caracterizat prin tremolo de chitară și blast-beat, specifice pentru black metal, și un joc tehnic la instrumentele de percuție și chitare, specific pentru death metal. Pentru vocal cel mai des e utilizată tehnica death growl. Tematica versurilor, ca și în black metal este antireligie sau chiar ocultă. Majoritatea reprezentanților acestui stil au evoluat din black metal, încorporând influențe de death metal, și doar în rare cazuri s-a întâmplat invers, cum ar fi și cazul trupei Angelcorpse.

## Formații notabile
- Abominator
- Absu (pre-1994)
- Abysmal Dawn
- Acheron
- Aeternus
- Akercocke
- Allfader
- The Amenta
- Anaal Nathrakh
- Ancient Rites
- Arkhon Infaustus
- Beherit (pre-1994)
- Behemoth  (de la Bewitching the Pomerania (1997))
- Belphegor
- Bewitched (blackened thrash)
- Cardinal Sin
- Crimson Thorn
- Crionics
- Dawn
- Dawn of Azazel
- Devian
- Dissection
- Epoch of Unlight
- The Funeral Pyre
- Gehenna (de la Adimiron Black (1998))
- Graveworm
- Goatwhore
- God Dethroned
- Hecate Enthroned
- Impaled Nazarene
- Marduk (pe Fuck Me Jesus (1991) și Dark Endless (1992))
- Myrkskog
- Naglfar (pe Harvest (2007))
- Opera IX
- Panzerchrist
- Sacramentum
- Satariel (albumele timpurii)
- Thou Art Lord
- Tristwood
- Unanimated
- Vital Remains
- Vesania
- V:28
- Zyklon